# Yasmim
 (juillet 2024).
Yasmim, de son nom complet Yasmim Assis Ribeiro, née le 28 octobre 1996 à Governador Valadares, est une footballeuse internationale brésilienne évoluant au poste de défenseur.

## Biographie

### En sélection
Yasmim a été convoquée pour la première fois en équipe nationale le 20 septembre 2021 dans le cadre d'une rencontre amicale contre l'Argentine. Elle a fait ses débuts internationaux lors de cette partie en remplaçant Tamires et en inscrivant un but en seconde mi-temps.